# Самойлов, Сергей Александрович
Серге́й Алекса́ндрович Само́йлов (16 февраля 1952, Москва — 20 апреля 2017, Каннын, Южная Корея) — главный тренер сборной России по следж-хоккею, завоевавшей серебро на зимних Паралимпийских играх 2014 и бронзу чемпионата мира 2013. Кандидат в мастера спорта СССР (1970). Судья всесоюзной (1975) и международной категорий (1983). Окончил Государственный центральный институт физической культуры (1973) по специальности «тренер-преподаватель». Кандидат педагогических наук (1988).

## Игровая карьера
Воспитанник московского «Спартака», играл на позиции защитника в молодёжных командах «Спартак» (Москва) (1969/1970), «Локомотив» (Москва) (1970/1971).

## Судейская карьера
- Судил матчи Высшей лиги СССР (1975—1985)
- Член Всесоюзной коллегии судей (1970—1985)
- Обслуживал матчи чемпионатов мира и Европы (в том числе молодёжных), международного турнира на призы газеты «Известия» (1979—1985)

## Административная карьера
- Заместитель начальника Управления игровых видов спорта Центрального совета спортивного общества «Динамо» (1985—1992)
- Вице-президент ХК «Динамо» (Москва) с 1991 по 1992 год
- Генеральный секретарь[1] и руководитель Международного отдела Федерации хоккея России (13 августа 1992 — 18 апреля 2001)
- Председатель Комитета инлайн-хоккея Федерации хоккея России (24 февраля 1997 — 18 апреля 2001)
- Председатель Комитета женского хоккея ФХР (8 апреля 1994 — 18 апреля 2001)
- Член Женского комитета Международной федерации хоккея на льду в (1997—2001)
- Член Арбитражного и Структурного комитетов ИИХФ в (1998—2001)
- Генеральный менеджер сборных России (1996—2001)
- Заместитель председателя региональной комиссии по проведению конкурса на лучшие проекты эмблемы, талисмана и медалей чемпионата мира по хоккею 2000 в Санкт-Петербурге[2]
- Скаут клуба «Калгари Флэймз» (2001—2008)
- Директор представительства ХК «Лада» (Тольятти) c 2001 по 2002 год
- Спортивный директор «Кристалла» (Саратов) в 2005—2006 годах
- Генеральный менеджер «Химика» (Воскресенск) с 2006 по 2007 год
- Спортивный директор ЦСКА (Москва) в 2008 году
- Сотрудник Паралимпийского комитета России с 2008 по 2017 года

## Тренерская карьера
- Старший тренер сборной России по инлайн-хоккею в 1996—1998 годах
- Старший тренер команды по следж-хоккею «Белые медведи» (Москва) с 2009 по 2010 год[3]
- Старший тренер сборной России по следж-хоккею с 2009 по 2017 года

## Педагогическая и научная деятельность
- Занимался преподавательской деятельностью в ГЦОЛИФК (1973—1985)
- Аспирант ГЦОЛИФК (1980—1983)
- Успешно защитил диссертацию по хоккею в 1988 году
- Лектор образовательной программы «Менеджмент в игровых видах спорта» Государственного университета управления (2006—2008)
- Автор более 25 научных работ
- Проводил семинары и мастер-классы для тренеров, судей и специалистов по следж-хоккею[4]

## Смерть
Сергей Александрович Самойлов скоропостижно скончался 19 апреля 2017 года в южнокорейском Канныне, куда отправился на чемпионат мира по следж-хоккею, в котором из-за санкций Международного паралимпийского комитета сборная России не принимала участие. По словам вратаря сборной Владимира Каманцева, причиной смерти Самойлова стал оторвавшийся тромб. Тем утром тренер проснулся, принял душ, затем внезапно упал и умер: при падении он ударился о кровать, что привело к смещению шейных позвонков. Из-за невероятных стечений обстоятельств в прессе позже ходили слухи даже о возможном убийстве.

## Награды
- Медаль ордена «За заслуги перед Отечеством» I степени (22 марта 2014 года)[6] — за большой вклад в развитие физической культуры и спорта, подготовку спортсменов, добившихся высоких спортивных достижений на XI Паралимпийских зимних играх 2014 года в городе Сочи
- Знак «Отличник погранвойск»